# Camaleón Ediciones
Camaleón Ediciones, llamada inicialmente Patxarán Ediciones, fue una editorial española de cómic y revistas sobre cómic, ubicada en Barcelona y que fuera fundada por Juan Carlos Gómez y Alex Samaranch en 1992, sobreviviendo hasta finales de 1998.

## Trayectoria editorial
Patxarán Ediciones comenzó editando tebeos de autores nacionales como Ambigú de Santiago Sequeiros, Keibol Black de Miguel Ángel Martín, serializado en La Crónica de León desde 1987, y Gorka de Sergi San Julián .   
En 1993 Camaleón empezó a editar la paródica Dragon Fall de Nacho Fernández González1Nacho Fernández/Álvaro López, que fue todo un éxito; Mondo Lirondo (1993-97) de José Miguel Álvarez, Albert Monteys, Ismael Ferrer y Álex Fito, y Mr. Brain presenta (1993-1997), de Pep Brocal, Manel Fontdevila y Padu.
Al año sugiente se lanzó a la publicación de revistas sobre cómic con "Neko", dedicada al manga, y "Slumberland" (1995-1998), además de crear la colección "Los libros de Camaleón", compuesta por monografías dedicadas a la cultura popular. No dejó por ello de editar comic books como Tess Tinieblas (1995-97) de Germán García; Manticore (1996) de Josep Busquet y Ramón F. Bachs, etc. Este año se hizo cargó también de los fanzines teóricos "Dolmen" y "U, el Hijo de Urich" y de los de historietas "Nosotros Somos Los Muertos" de Max y Pere Joan y "rAu", obra del colectivo Producciones Peligrosas (Artur Díaz Laperla, Marcos Morán, Nacho Antolín, Jordi Borrás y Marcos Prior).
En diciembre de este último año, su director Toni Guiral, que se había incorporado al equipo junto a la también editora Ana María Meca una vez que ambos abandonaron la plantilla de Planeta deAgostini, anunció su cierre a causa de la falta de rentabilidad económica. En enero de 1999 se publicaron sus últimos títulos y el equipo se concentró en el denominado Estudio Fénix, responsable de la producción editorial de Camaleón, pero también proveedor de servicios para otras editoriales del sector.